# Aéroport de Perth
L'aéroport de Perth (code IATA : PER • code OACI : YPPH) est un aéroport domestique et international desservant la ville de Perth, capitale de l'Australie-Occidentale, État situé à l'ouest de l'Australie. L'aéroport se trouve sur la commune de Guildford.

## Situation
| Alice Springs Sydney Melbourne Brisbane Perth Adélaïde Darwin Gold Coast Cairns Hobart Canberra Townsville Launceston Newcastle Mackay Sunshine Coast Port Hedland Ayers Rock-Uluru |

## Statistiques
Pour des raisons techniques, il est temporairement impossible d'afficher le graphique qui aurait dû être présenté ici.

Voir la requête brute et les sources sur Wikidata.

### Impact de la pandémie de Covid-19
Pour des raisons techniques, il est temporairement impossible d'afficher le graphique qui aurait dû être présenté ici.

Voir la requête brute et les sources sur Wikidata.

## Compagnies et destinations
| Compagnies                         | Destinations |
| ---------------------------------- | --- |
| AirAsia X                          | Kuala Lumpur |
| Air Mauritius                      | Maurice-Sir Seewoosagur Ramgoolam |
| Air New Zealand                    | Auckland En saison: Christchurch |
| Airnorth                           | En saison: Darwin, Kununurra |
| Alliance Airlines                  | Kalgoorlie (en), Newman, Port Hedland Charter: Barimunya (en), Cape Preston, Christmas Creek, Île Christmas, Coondewanna (en), Dampier/Karratha (en), Leinster (en), Leonora, Warramboor, Paraburdoo (en), Telfer, The Granites (en) |
| All Nippon Airways                 | Tokyo-Narita |
| Batik Air                          | Denpasar-Bali |
| Batik Air Malaysia                 | Kuala Lumpur |
| Cathay Pacific                     | Hong Kong |
| China Southern Airlines            | Canton-Baiyun |
| Citilink                           | Denpasar-Bali |
| Cobham Aviation Services Australia | Charter: Île de Barrow, Cue, Jundee, Karara, Laverton, Leinster, Leonora, Meekatharra, Mount Keith, , Newman, Nova, Plutonic (en), Tropicana |
| Emirates                           | Dubaï |
| Indonesia AirAsia                  | Denpasar-Bali |
| Jetstar                            | Adélaïde, Brisbane, Cairns, Denpasar-Bali, Gold Coast-Coolangatta, Melbourne-Tullamarine, Sydney-K. Smith |
| Jetstar Asia                       | Singapour-Changi |
| Malaysia Airlines                  | Kuala Lumpur |
| Maroomba Airlines                  | Charter: Dalgaranga, Golden Grove, Mount Magnet |
| Qantas                             | Adélaïde, Alice Springs, Brisbane, Broome, Canberra, Darwin, Gold Coast-Coolangatta, Hobart, Djakarta-S.-Hatta, Johannesbourg OR Tambo, Kalgoorlie, Dampier/Karratha (en), Londres-Heathrow, Melbourne-Tullamarine, Newman, Paris-Charles de Gaulle , Port Hedland, Singapour-Changi, Sydney-K. Smith En saison: Rome Léonard-de-Vinci/Fiumicino Charter: Christmas Creek (en), Cloudbreak (en), Ginbata, Chandler (Stellar Airpark) |
| QantasLink                         | Adélaïde, Alice Springs, Broome, Cloudbreak (en), Darwin, Learmonth (Exmouth), Geraldton, Kalgoorlie (en), Dampier/Karratha (en), Newman, Paraburdoo (en), Port Hedland Charter: Christmas Creek (en), aérodrome de Coyote Gold Mine, Ginbata, Leinster (en), Morawa Airport (en), Chandler (Stellar Airpark) |
| Qatar Airways                      | Doha-Hamad |
| Rex Airlines                       | Albany (Australie-Occidentale) (en), Carnarvon, Esperance,, Monkey Mia (en) |
| Scoot                              | Singapour-Changi |
| Singapore Airlines                 | Singapour-Changi |
| Skippers Aviation                  | Charter: Burnakura, Darlot-Centenary (en), Jundee (en), Kalbarri, Laverton, Lawlers (en), Leinster (en), Leonora, Meekatharra, Mount Magnet, Plutonic (en), Sunrise Dam (en), Wiluna |
| Thai Airways International         | Bangkok-Suvarnabhumi |
| Virgin Australia                   | Adélaïde, Brisbane, Broome, Cairns, Darwin, Hobart, Kalgoorlie (en), Dampier/Karratha (en), Kununurra, Melbourne-Tullamarine, Newman, Port Hedland, Sydney-K. Smith En saison: Launceston (en) |
| Virgin Australia Regional Airlines | Adélaïde, Broome, Île Christmas, îles Cocos, Darwin, Kalgoorlie (en), Dampier/Karratha (en), Kununurra, Newman, Port Hedland Charter: Argyle (en), Barimunya (en), Île de Barrow, Boolgeeda (en), Nifty (en), West Angelas (ceb), Woodie Woodie (en), Busselton (en) |

Édité le 11/10/2022